# Boom Pam
Boom Pam je izraelská hudební skupina z Tel Avivu hrající žánr world music.
Skupina vznikla v roce 2003 a hraje směsici židovské, balkánské, řecké, středomořské, blízkovýchodní, rómské a rockové hudby. Její nástrojové obsazení tvoří dvě elektrické kytary (Uzi Feinerman, Uri Brauner Kinrot), tuba (Yuval "Tuby" Zolotov) a bicí (Dudu Kochav). Některé z jejich skladeb vychází z lidové hudby, původní písně skládají Feinerman a Kinrot. Mnoho skladeb skupiny je instrumentálních.

## Diskografie
Studiová alba
- Boom Pam (2006)
- Puerto Rican Nights (2008)